# Клод Сеньйоль
Клод Сеньйоль (25 червня 1917, Періге, Франція — 13 липня 2018) — французький письменник-фантаст і фольклорист.

## Біографія

### Дитинство
Клод Сеньйоль народився в Періге, Франція, 25 червня 1917 року. Виявив ранній інтерес до похмурих старовинних легенд, переважно пов'язаних з підступами Диявола. Навчався в ліцеї Лаканаль. Але не закінчив його. Був відрахований з ліцею через часті пропуски занять.

### Вивчення народної творчості
На початку свого життя вивчав мінералогію. Як дослідник мінералогії був прийнятий до французького доісторичного товариства, яке займалося питаннями археології, геології та фольклору. В цей період знайомиться з відомим дослідником народної творчості Арнольдом Ван Геннепом. Ця зустріч кардинально змінила вектор його життя: від досліджень з мінералогії Сеньйоль перейшов до вивчення фольклору. Займаючись вивченням французьких народних повір'їв і легенд, склав і випустив разом з братом, Жаком Сеньйолем, книгу «Фольклор Юрепуа» (1937 рік). Згодом він опублікував численні дослідження народної культури і творчості, зроблені іншими авторами. Ім'я Клода Сеньйоля носить премія, якої удостоюються дослідники французького фольклору за суттєвий внесок у вивчення народної творчості.

### Друга світова війна
Під час другої світової війни був артилеристом. Потрапив у полон, і був відправлений до Німеччини, проте незабаром звільнений. Цей період свого життя він згодом описав у мемуарах «Гола людина».

## Творчість
Перший роман Клода Сеньйоля «Коло чарівників» вийшов в світ в 1945 році. Згодом були випущені ще чотири романи, кілька збірок оповідань і есе. Більшість його творів належать до жанру літератури містичного жаху і засновані на французьких легендах. Своєрідність творів автора багато в чому обумовлено саме зверненням до фольклорних мотивів.
В творах Сеньйоля відчувається вплив поета Блеза Сандрара, дослідника окультизму Сержа Ютена, а також видатного фламандського письменника-фантаста Жана Рея.
В своїх творах Сеньйоль використовує як власні спостереження так і розповіді старожилів французької глибинки (обряд «братання» однорічної дитини з вовченям, після якого підросла дівчинка здобуває владу над лютими хижаками («Марі-вовчиця» і 322-га глава «Євангелій»), записаний у 1944 році зі слів безпосередньої учасниці цього дійства, в ту пору вже 80-річної бабусі).

### Романи
- Коло чарівників (Le Rond de sorciers) (1945)
- Марія-вовчиця (Marie la louve) (1949)
- Неправомочна (Malvenue) (1952)
- Туман більше не розсіється (La brume ne se lèvera plus) (1959)
- Диявол в сабо (Le Diable en sabots) (1959)

### Есе та роботи з фольклористики
- Фольклор Юрепуа (Le folklore du Hurepoix) (1937)
- В Солона. Вдачі і звичаї (En Sologne. Moeurs et coutumes) (1945)
- Народні казки Гієни (Contes populaires de Guyenne) (1946)
- Диявол в народній традиції (Le Diable dans la tradition populaire) (1959)
- Фольклор Лангедока (Le folklore de Languedoc) (1960)
- Фольклор Провансу (Le folklore de la Provence) (1964)
- Євангеліє від Диявола (Les Evangiles du Diable) (1964)
- Запрошення в дивний замок (Invitation au château de l'étrange) (1969)
- Зелені вовки (Les Loups verts) (1970)
- Фантастичні казки Бретані (Les contes fantastiques de la Bretagne) (1995)
- Казки, оповідання і легенди областей Франції (Contes, récits et légendes des pays de France) (доповнене перевидання казок в чотирьох томах, 1997)

### Основні збірки творів
- Крук всіх кольорів[fr] (1962)
- Зловісні історії (Histoires maléfiques) (1965)
- Небажані й інші диявольські казки (1965)
- Похмурі оповідання (Contes macabres) (1966)
- Коні ночі та інші жорстокі оповідання (Les Chevaux de la nuit et autres récits cruels) (1967)
- Отруйні історії (Histoires vénéneuses) (1969)
- Казки Солона (Histoires vénéneuses) (1969)
- Історії та легенди про диявола (Histoires et légendes du diable) (1974)
- Дельфіна або Ніч Галле (1971)
- Дияволи і чарівні Гієнь та Гасконь (1973)
- Розповіді та легенди про диявола (1973)
- Чаклунські казки (Contes sorciers) (1974)
- Дивні історії (Histoires étranges) (1979)
- Фантастичні байки з Великої Британії (1979)
- Ніч в Галлесі (1984)
- Прокльони (2 томи) (Les Malédictions) (1984)
- Кола страху (Les Cercles de la peur) (1985)
- Відьомські Історії (1988)
- На знак дивного (1989).